# Mordfall Kyle Dinkheller
Der Mordfall Kyle Dinkheller ereignete sich 1998 im US-Bundesstaat Georgia. Dabei wurde ein Hilfssheriff während einer Verkehrskontrolle erschossen.

## Hergang
Hilfssheriff (Deputy) Kyle Wayne Dinkheller (* 18. Juni 1975) des Sheriff-Amts von Laurens County (Georgia) verfolgte am Abend des 12. Januar 1998 auf der Interstate 16 einen weißen Toyota-Pick-up wegen einer Geschwindigkeitsüberschreitung. Der verfolgte Fahrer verließ daraufhin die Interstate und stoppte seinen Wagen an einer wenig befahrenen Landstraße bei Dublin. Die folgende rund dreiminütige Amtshandlung und der Mord wurden von der Videokamera des Dienstfahrzeuges in Bild und Ton festgehalten.
Der angehaltene Fahrer widersetzte sich den Anweisungen von Deputy Dinkheller, stieg aus dem Wagen und steckte seine Hände in die Hosentaschen. Anschließend begann er zu tanzen, beleidigte Dinkheller und rief wiederholt; „Hier bin ich...erschieß mich“. Als Dinkheller zum Funkgerät griff, lief der Fahrer auf ihn zu. Dinkheller zückte daraufhin seinen Schlagstock und forderte den Fahrer mehrmals auf zurückzutreten, wovon sich dieser jedoch nicht beeindrucken ließ. 
Dann ging der Fahrer zum Pick-up zurück und griff zu einem halbautomatischen M1-Karabiner, worauf ihn Dinkheller mehrfach zum Niederlegen der Waffe aufforderte und über Funk Hilfe anforderte. Als der Fahrer den Lauf seiner Waffe auf den Deputy richtete, eröffnete dieser das Feuer aus seiner Dienstwaffe, worauf es zu einem Schusswechsel kam. Dinkheller ging hinter seinem Dienstfahrzeug in Deckung, während der Täter zuerst über die Beifahrerseite und dann über die Fahrerseite zu Dinkheller vordrang und ihn mehrfach anschoss. Zuletzt sah man, wie der Täter einen letzten Schuss Richtung am Boden liegenden Deputy abgibt und danach mit seinem Fahrzeug die Flucht antritt.

## Nachwirkungen
Der angehaltene Fahrer wurde aufgrund der Videoaufnahmen als der 49-jährige Vietnam-Veteran Andrew Howard Brannan identifiziert. Dieser wurde bereits am nächsten Tag unweit seiner Wohnadresse in einem Waldgebiet widerstandslos verhaftet. Er hatte eine Schussverletzung im Bauchbereich. Brannan war zuvor noch nie wegen eines Gewaltdeliktes auffällig geworden und hatte auch keine Vorstrafen. Er war 1968 zur Army eingerückt und wurde 1970 als Offizier nach Vietnam versetzt. Dort war er bis Mitte 1971 an schweren Kämpfen sowie „Suchen- und Zerstören“-Missionen beteiligt und wurde unter anderem mit dem Bronze Star ausgezeichnet. Nach seiner Rückkehr wurde bei ihm PTBS und eine Bipolare Störung diagnostiziert. Er machte sich besonders schwere Vorwürfe für den Tod von Kameraden, die unter seinem Kommando gefallen waren. 
Dem Antrag der Verteidigung, Brannan aufgrund seiner Vorgeschichte für unzurechnungsfähig zu erklären und in eine psychiatrische Einrichtung zu überstellen, wurde jedoch vom Gericht nicht stattgegeben. Stattdessen wurde Brannan am 28. Januar 2000 wegen vorsätzlichen Mordes für schuldig befunden und zwei Tage später zum Tod verurteilt. Er wurde am 13. Januar 2015 um 20:33 Uhr EST durch eine tödliche Injektion hingerichtet.
Deputy Dinkheller hinterließ eine schwangere Frau und eine 22 Monate alte Tochter. Er wurde von der Georgia Sheriffs' Association 1998 zum Deputy Sheriff of the Year gewählt. Er war von neun Schüssen in Arme, Beine, Unterkörper und Kopf getroffen worden.
Die Aufnahmen der Videokamera des Dienstfahrzeuges dienen seitdem zur Ausbildung an Polizeiakademien in den USA. „No Film School“ drehte über den Vorfall einen Kurzfilm, welcher ins Finale der BAFTA Student Film Awards 2014 kam.